# 王仲田
王仲田（1956年7月—），陝西榆林人。1982年1月参加工作，1975年7月加入中国共产党。陕西师范大学政治教育系毕业，中共中央党校在职研究生法学博士。中国共产党第十八届中央纪委委员。
1978年2月至1982年1月陕西师范大学政治教育系学习；1982年1月任陕西师范大学政治教育系教师；1984年9月至1987年8月中共中央党校理论部攻读科学社会主义专业硕士学位；1987年8月任中共中央党校科学社会主义教研部教师；1996年4月任中央党校政法教研部政治学教研室主任、教授(1991年至1996年中央党校在职研究生学习，获法学博士学位)。1999年1月任中共中央党校科学社会主义教研部副主任；1999年11月起先后任中共中央办公厅调研室政治组助理巡视员、副组长、组长；2003年9月起先后任中共中央办公厅秘书局副局长兼法规室主任、中共中央办公厅秘书局局长。2011年9月任中共中央办公厅副主任。著有《政治学导论》、《中国村民自治前沿》等。2015年1月，传闻其因卷入令计划案而受到调查。2015年1月，转任国务院南水北调工程建设委员会办公室党组成员、副主任。2016年2月，不再担任国务院南水北调办公室党组成员、副主任。2017年1月，中国共产党第十八届中央纪律检查委员会第七次全体会议公报显示其被撤销党内职务。